# Abde Ezzalzouli
Abdessamad Ezzalzouli (Beni Mellal, 17 de desembre de 2001) més conegut com a Ez Abde, és un futbolista marroquí que juga d'extrem al Reial Betis. És internacional amb el Marroc.

## Carrera de club
Nascut al Marroc, Abde Ezzalzouli va mudar-se al País Valencià a set anys d'edat amb la seva família per viure i començar la seva carrera al veïnat de Carrús, a la ciutat d'Elx. En aquest lloc va formar part del planter dels clubs Peña Ilicitana Raval CF, CD Pablo Iglesias, Kelme CF, Promesas Elche CF i CD Cultural Carrús. Va provar a l'Elx CF, el principal club de la ciutat, però no va aconseguir entrar al seu planter. Va continuar jugant per altres clubs d'Elx fins que l'entrenador de l'Hèrcules CF B Antonio Moreno Domínguez li va oferir un contracte que Ezzalzouli acceptà.

### FC Barcelona
Va començar a jugar amb l'Hèrcules CF B el 2016 i va iniciar la seva carrera com a sènior el 2019. Fou traspassat al FC Barcelona B el 31 d'agost de 2021. Va debutar com a professional amb el primer equip del FC Barcelona en un partit de La Liga contra el Alavés que va acabar en empat 1-1, el 30 d'octubre de 2021, entrant al minut 80 des de la banqueta. Fou així el primer futbolista nascut al Marroc a jugar amb el primer equip blaugrana. El 20 de novembre va tornar a jugar en una victòria per 1-0 sobre el RCD Espanyol també en partit de lliga. El 27 de novembre va seguir encadenant partits en lliga, essent titular en la victòria contra el Vila-real Club de Futbol per 1-3. El 12 de desembre marca el seu primer gol amb el primer equip en un empat per 2-2 contra l'Osasuna.

### Cessió a l'Osasuna
El setembre de 2022 va renovar contracte amb el Barça fins al 2026 i fou cedit a l'Osasuna. El 4 de setembre, va jugar el seu primer partit amb l'Osasuna contra el Rayo Vallecano entrant al minut 81, i fent l'assistència del gol que va valer per una victòria per 2–1.
El 26 de gener de 2023, Ezzalzouli va marcar el seu primer gol amb el club navarrès en una victòria per 2-1 contra el Sevilla FC als quarts de final de la Copa del Rei 2022–23. També va marcar el seu primer gol a La Liga amb el club en una victòria 3-2 contra el Sevilla FC.

### Betis
El dia 1 de setembre de 2023, Abde va signar contracte per cinc anys amb el Reial Betis de primera divisió.

## Carrera internacional
Abde va representar la selecció sub-20 del Marroc en la Copa Àrab Sub-20 de 2020, i hi va marcar dos gols en cinc partits.
El jugador podia triar entre les seleccions absolutes d'Espanya i del Marroc, produint-se cert soroll mediàtic sobre la seva futura decisió. El març de 2022 va ser convocat pels nord-africans per disputar els dos últims partits classificatoris pel Mundial, però una lesió al genoll va impedir-li debutar.

## Palmarès
Selecció marroquina
- 1 Copa d'Àfrica de Nacions sub-23: 2023
- 1 Medalla de bronze en els Jocs Olímpics: 2024[24]